# Tijen Ataoğlu
Tijen Ataoğlu (geb. 21. Juli 1989 in Wipperfürth) ist eine deutsche Juristin und Politikerin der Christlich Demokratischen Union (CDU). Sie ist beurlaubte Richterin in Hagen und wurde bei den Bundestagswahlen vom Februar 2025 in den Bundestag gewählt.

## Leben
Tijen Ataoğlu ist im Juli 1989 in Wipperfürth geboren und absolvierte ihr Jurastudium in Köln und Istanbul. Später arbeitete sie bei der Deutschen Botschaft in Washington D.C. 2019 wurde sie zur Richterin am Landgericht Hagen ernannt.

## Politische Laufbahn
Tijen Ataoğlu trat 2013 der CDU bei. Später arbeitete sie im Team des CDU-Landtagsfraktionsvorsitzenden Thorsten Schick als Referentin und Büroleiterin, wofür sie von ihrem Amt als Richterin beurlaubt wurde. Im November 2024 wurde Ataoğlu von der CDU mit über 90 % der Stimmen zur Bundestagskandidatin gewählt. In ihrem Wahlkampf setzte sie sich für die Bildungsgerechtigkeit ein, laut ihr sollte kein Kind wegen seines Nachnamens oder kulturellen Umfelds benachteiligt sein. Bei der Bundestagswahl 2025 gewann sie das Direktmandat im Wahlkreis Hagen – Ennepe-Ruhr-Kreis I.